# Torneio Rio-São Paulo de 1940
O Torneio Rio-São Paulo de 1940 foi a segunda edição do Torneio Rio-São Paulo. A competição, cujo regulamento previa a realização de dois turnos, não chegou ao fim, sendo interrompida com apenas um turno disputado e sem que houvesse campeão oficial declarado.

## História
Flamengo e Fluminense dividiam a liderança do torneio no momento da paralisação, causada pelo abandono dos paulistas, descontentes com a baixa renda líquida dos jogos.[carece de fontes?] A Confederação Brasileira de Desportos (CBD, precursora da atual CBF) deu o torneio como inacabado, sem nenhum clube ter se sagrado campeão, conforme publicado pelos jornais Jornal do Brasil (RJ), O Estado de S. Paulo e Folha de S.Paulo (SP), e pelos Boletins da CBD.
Porém, o jornal Diário da Noite (órgão dos Diários Associados)", de 7 de abril de 1959, diz: "Em 1940 houve charivari". "Somente anos mais tarde voltou a ser disputado o certame interestadual. Em 1940, com novos organizadores, porém com dois turnos, o Rio-São Paulo não chegou ao seu término por causa dos conflitos havidos entre cariocas e paulistas, quando do início do returno. Os resultados até ali foram considerados como definitivos e o Fluminense e o Flamengo, que ocupavam o primeiro e o segundo pôsto foram apontados como campeões, sem se importarem com a realização de um "match" de caráter desempate."[carece de fontes?] Além disso, conforme constam nos livros "Almanaque do Flamengo" (Editora Abril, 2001), e "Fluminense Football Club, História, Conquistas e Glórias no Futebol" (Editora MAUAD, 2003), os clubes disputantes consideraram o resultado como definitivo e declararam Fluminense e Flamengo campeões. A Associação Brasileira de Imprensa (ABI) também considera Flamengo e Fluminense como campeões desta edição.
Até janeiro de 2013, a lista de títulos do site oficial do Flamengo não listava o Torneio Rio–São Paulo de 1940 entre suas conquistas (listava apenas a edição de 1961), tendo passado a listá-lo posteriormente. Em 2000, porém, uma placa em homenagem a equipe que disputou esse torneio foi colocada na Calçada da Fama do Flamengo.
Até outubro de 2016, a lista de títulos do site oficial do Fluminense tampouco listava o torneio de 1940 entre suas conquistas (listava apenas as edições de 1957 e 1960), tendo passado a listá-lo posteriormente. Desde 2012 há um espaço reservado em sua sala de troféus dedicada a este torneio, que diz:  “Oficial ou não, o grande time do Fluminense de 1940 também recebe sua homenagem neste espaço.”
Matéria do Globo Esporte de 2012 traçou um paralelo entre a edição de 1940 do Torneio Rio–São Paulo e as edições de 1964 e 1966, estas em que os títulos foram oficialmente homologados aos clubes líderes das competições após o término das mesmas.
Em 1964 e 1966, os campeonatos foram integralmente disputados conforme a previsão original, tendo o empate em pontos entre os clubes líderes (fato ensejador da divisão dos títulos) surgido após a realização de todas as partidas originalmente previstas no regulamento da competição. As partidas de desempate, que acabaram não sendo realizadas por falta de datas, não faziam parte do calendário originalmente previsto para a competição. 
Em 1940, o campeonato foi interrompido (a iniciativa de abandonar o torneio foi dos clubes paulistas) quando apenas metade do campeonato (metade das partidas originalmente previstas no regulamento) havia sido disputada. O campeonato estava previsto em dois turnos, de modo que o número de partidas disputadas por clube (metade das previsas no regulamento) estava em número próximo ao número de partidas por clube nas edições da década de 1950 do Torneio Rio-São Paulo, que ocorreram em turno único.

## Noticiário de época
- Respeitada a grafia original.[carece de fontes?]

"O Globo (RJ)", de 26 de julho de 1940: "Mais da metade da renda absorvida pelos impostos e despesas". Sub-título: "Fluminense e Corinthians receberam quotas de apenas treze contos num jogo que rendeu cincoenta e quatro."
"Jornal A Tarde (RJ)", de 4 de agosto de 1940 : "Dados eloquentes da capacidade do Fluminense". "Da quantia apurada nas rendas do Campeonato Carioca e Torneio Rio-São Paulo até hoje, metade foi arrecadada pelo Tricolor (segue tabela de rendas de jogos)."
"Jornal dos Sports (RJ)", 10 de agosto de 1940: "Os clubes cariocas não estão satisfeitos com os resultados financeiros do Torneio Rio-São Paulo na capital bandeirante". Trecho da reportagem: "Excessivas as despesas realizadas no Pacaembu - mais de 17 contos despendidos no match com a A Portugueza (renda: 25:654$000)." Tal explicação satisfaz a dúvida de que não eram as fracas rendas no Rio ou em São Paulo, como apresentam alguns autores, o motivo da não continuidade deste torneio, e sim as despesas administrativas nos estádios paulistas, diminuindo muito a renda líquida, exceção aparente ao Estádio Palestra Itália, onde o Fluminense propôs jogar todas as suas partidas na capital paulista.
"Revista Sport Ilustrado nº 124", de 22 de agosto de 1940: "...apenas o Fluminense este anno preparou-se de forma a empreender uma campanha profissionalista de molde a não sofrer prejuízos de ordem moral e material. Na verdade o grêmio tricolor preparou-se de forma a empreender uma campanha profissionalista de molde a não sofrer prejuízos de ordem moral e material. Na verdade o grêmio tricolor empatou um capital elevado, mas, em compensação, dispõe de 23 jogadores contratados e marcha à frente do Tornei Rio-São Paulo e do campeonato da cidade. As rendas auferidas pelo grêmio de Álvaro Chaves estabelecem um nível de equilíbrio, que facilitam um cálculo seguro."
"Revista Sport Ilustrado nº 126", de 5 de setembro de 1940: "...pela receita de nove contos apurados no jogo Flamengo x Corinthians, disputado no prosseguimento do Torneio Rio-São Paulo, não será difícil ao leitor deduzir o desinteresse que vem cercando os jogos do club mais querido do Brasil."
"Jornal dos Sports (RJ)", de 15 de setembro de 1940: "Encerrado o Torneio Rio-São Paulo". Sub-título: "Nenhum club bandeirante prosseguirá na disputa do certame interestadual". "– O que foi a reunião do Palestra, Corinthians, S. Paulo e Portugueza – Resta ainda uma possibilidade...cerrado também, virtualmente o campeonato interclubes." Continuação, página 6: "Alegavam os dirigentes locaes que a esses encontros vinham entranhando o desenrolar do Campeonato da Cidade, decretando enormes despesas e influindo decisivamente na produção dos teams. Ficou assentado que d'óra avante nenhum grêmio viajará até o Rio com este objetivo."
"Jornal dos Sports (RJ)", de 22 de setembro de 1940: "Suspenso o Torneio Rio-São Paulo". Sub-título: "Um saldo irrisório para os clubs concorrentes das duas capitaes". Comentário na página 1 : ".....entre as razões mais fortes allegadas pelas partes interessadas, figuram a aproximação do Campeonato Brasileiro, cuja realização viria a obrigar o encerramento do torneio antes de seu final". Continuação, página 6: Sub-título 1:"Mais de 700$00 para cada club". "Existindo um saldo de pouco mais de réis 7000$000 em cifra, aquelles delegados resolveram distribuir co-equitativamente entre os clubs inscriptos no torneio, cabendo deste modo a cada um delles a quantia de pouco mais de setecentos mil réis." Sub-título 2: "Interrompida a disputa das taças "Luiz Aranha" e "Carlos Gonçalves". "Também ficou decidido na reunião de ontem que a disputa das taças "Luiz Aranha" e "Carlos Gonçalves", ficaria interrompida, até o reinício do torneio." Sub-título 3: "Permanecerão as atuaes collocações". "Finalmente os representantes das duas entidades resolveram que será respeitada a actual colocação do certamen, quando este voltar a ser disputado."
"Jornal Diário da Noite (órgão dos Diários Associados)", de 7 de abril de 1959: "Em 1940 houve charivari". "Somente anos mais tarde voltou a ser disputado o certame interestadual. Em 1940, com novos organizadores, porém com dois turnos, o Rio-São Paulo não chegou ao seu término por causa dos conflitos havidos entre cariocas e paulistas, quando do início do returno. Os resultados até ali foram considerados como definitivos e o Fluminense e o Flamengo, que ocupavam o primeiro e o segundo pôsto foram apontados como campeões, sem se importarem com a realização de um "match" de caráter desempate."
Conclusão
- 1) Havia reclamações dos clubes cariocas com relação às despesas administrativas no no Estádio do Pacaembu, que consumiam grande parte da renda bruta.
- 2) Aparentemente só o Fluminense tinha elenco suficiente para participar de duas competições.
- 3) Exceto o Fluminense, os outros clubes cariocas tinham rendas fracas, embora em nenhum momento algum deles tenha reclamado disto publicamente.
- 4) A iniciativa de abandonar o torneio foi dos clubes paulistas.
- 5) Havia problemas de calendário com a proximidade do Campeonato Brasileiro de Seleções.

Outras fontes
- Houve algum momento, após 22 de setembro de 1940, que os clubes disputantes consideraram o resultado como definitivo e declararam Fluminense e Flamengo campeões, como constam nos livros Almanaque do Flamengo (Editora Abril, 2001), Fluminense Football Club, História, Conquistas e Glórias no Futebol (Editora MAUAD, 2003) e o jornal Diário da Noite, de 7 de abril de 1959?

Confrontos:
|                 | AME | BOT | COR | FLA | FLU | PAL | POR | SPA | VAS |
| America         | —   | 3–2 | 1–2 | 3–6 | 2–2 | 1–5 | 2–2 | 3–1 | 0–5 |
| Botafogo        | 2–3 | —   | 2–5 | 2–3 | 2–2 | 4–4 | 1–4 | 8–1 | 4–3 |
| Corinthians     | 2–1 | 5–2 | —   | 1–3 | 2–2 | 2–0 | 1–3 | 2–3 | 4–1 |
| Flamengo        | 6–3 | 3–2 | 3–1 | —   | 1–2 | 3–1 | 9–1 | 2–2 | 3–0 |
| Fluminense      | 2–2 | 2–2 | 2–2 | 2–1 | —   | 5–3 | 5–1 | 3–2 | 4–2 |
| Palestra Italia | 5–1 | 4–4 | 0–2 | 1–3 | 3–5 | —   | 3–0 | 3–1 | 3–3 |
| Portuguesa      | 2–2 | 4–1 | 3–1 | 1–9 | 1–5 | 0–3 | —   | 2–0 | 0–2 |
| São Paulo       | 1–3 | 1–8 | 3–2 | 2–2 | 2–3 | 1–3 | 0–2 | —   | 1–1 |
| Vasco           | 5–0 | 3–4 | 1–4 | 0–3 | 2–4 | 3–3 | 2–0 | 1–1 | —   |

Classificação ao final do 1º turno :
| Pos. | Equipes         | Pts | J | V | E | D | GP | GC | SG  |
| ---- | --------------- | --- | - | - | - | - | -- | -- | --- |
| 1    | Flamengo        | 13  | 8 | 6 | 1 | 1 | 30 | 12 | 18  |
| 1    | Fluminense      | 13  | 8 | 5 | 3 | 0 | 25 | 15 | 10  |
| 3    | Corinthians     | 9   | 8 | 4 | 1 | 3 | 19 | 15 | 4   |
| 4    | Palestra Italia | 8   | 8 | 3 | 2 | 3 | 22 | 19 | 3   |
| 5    | Portuguesa      | 7   | 8 | 3 | 1 | 4 | 13 | 23 | –10 |
| 6    | Botafogo        | 6   | 8 | 2 | 2 | 4 | 25 | 25 | 0   |
| 6    | Vasco da Gama   | 6   | 8 | 2 | 2 | 4 | 17 | 19 | –2  |
| 6    | America         | 6   | 8 | 2 | 2 | 4 | 15 | 25 | –10 |
| 9    | São Paulo       | 4   | 8 | 1 | 2 | 5 | 11 | 24 | –13 |